# أندريه كوتنيك
أندريه كوتنيك (بالسلوفينية: Andrej Kotnik)‏ هو لاعب كرة قدم سلوفيني في مركز الوسط، ولد في 4 أغسطس 1995 في نوفا جوريتسا في سلوفينيا. لعب مع نادي كروتوني.

## وصلات خارجية
- أندريه كوتنيك على موقع قاعدة بيانات كرة القدم.إي يو (الإنجليزية)
- أندريه كوتنيك على موقع Soccerway.com (الإنجليزية)
- أندريه كوتنيك على موقع عالم كرة القدم.نت (الإنجليزية)